# 借枪
《借枪》 是中国大陆2011年出品的关于谍战的电视剧，由《潜伏》原班人马打造。改编自龙一的同名短篇小说《借枪》。2011年3月3日在浙江卫视、东方卫视、北京卫视、天津卫视首播，4月8日在江西卫视播出。

## 演员表
- 张嘉译	饰	熊阔海
- 罗海琼	饰	裴艳玲
- 颜丙燕	饰	周书真
- 张子健	饰	安德森
- 李乃文	饰	杨小菊
- 张子嫣	饰	熊嫣嫣
- 王劲松	饰	于挺
- 张　黦	饰	季德平
- 崔　嵩	饰	老 潘
- 涩谷天马(日本)	饰	加藤敬二
- 何　波	饰	76 号
- 叶　峰	饰	龟井三郎
- 雷佳音	饰	罗 成
- 徐　阁	饰	小　瓜
- 李依玲	饰	张婧芝
- 山崎敬一(日本)	饰	中村源一
- 那尔那茜	 饰	幸　子
- 杨和平	饰	老　顾
- 木野雄仁(日本)	饰	太田隆从
- 刘　旭	饰	三　叔
- 王佳宁(友情出演)	饰	潘仰新
- 王　钊	饰	邱　明
- 斋藤卓野(日本)	饰	佐佐木
- 林熙越(友情出演)	饰	接头人
- 阿　法(法国/友情出演)	饰	饶伯之
- 郑盈盈	饰	茉 莉

## 剧情梗概
1939年，日军占领下的天津，其中法租界尚未被日本控制。从1937年开始潜伏在法租界的中共天津城委特科情报员熊阔海就职的怡兴洋行关门，上级领导被叛徒出卖牺牲，经费短缺。同时，中共天津地下行动组领导于挺接到命令，要不惜任何代价杀死驻天津驻屯军宪兵司令加藤。于挺和熊阔海发生矛盾。之后新来的领导向熊阔海说明刺杀加藤背后的重大原因。熊阔海计划好行刺，但是加藤察觉，逃离天津。关键时刻熊阔海使出绝招，逼加藤回到天津，并将其在不防备的时刻击毙。

## 与潜伏的比较
与2008年的电视剧《潜伏》相比，《借枪》其实具有更好的改编可行性。《潜伏》的篇幅非常短，只有一万多字，需要进行大量的扩充，电视剧与文学的差异也就更大；《借枪》则属于中篇小说，8万多字，内容要更丰富的多。有趣的是，在原著中，作者龙一并没有把重心放在迷雾重重的谍战上，而是放在熊阔海与加藤对决前的种种相互牵制上。

## 奬项
- 2011国剧盛典获2011年度十佳电视剧第4名
- 第17屆白玉蘭最佳男演員獎(張嘉譯)

## 收視率
(由csm数据参考而来，收视率包括全天收视指数和市场(收视)份额参数)
| 平台     | 平均收视率 | 平均市場份額 | 全年排名 |
| 浙江卫视 | 1.12       |              | 24       |